# 丁錦堂
丁锦堂（1846年—？），字笏初，号福三，福建上杭人。清朝军事将领，武状元及第。

## 生平
丁锦堂从小体格健壮，膂力过人，曾师郭家拳馆。同治十年（1871年）中式一甲第一名武进士，授职一等侍卫，后赐黄马褂，御前骑马。光绪帝继位不久，丁锦堂外任南澳游击，署总镇，官至广西郁林营参将。

## 家族
父亲为小商人。